# NGC 6043B
NGC 6043B is een compact sterrenstelsel in het sterrenbeeld Hercules. Het hemelobject werd op 27 juni 1886 ontdekt door de Amerikaanse astronoom Lewis A. Swift.

## Synoniemen
- MCG 3-41-86
- ZWG 108.109
- PGC 1541265